# Arche. Czyste zło
Arche. Czyste zło – polski film fantastycznonaukowy z roku 2002 w reżyserii Grzegorza Auguścika i jego zdjęciami. Scenariusz napisali Artur Nicpoń i Grzegorz Braun.

## O filmie
Film Arche. Czyste zło jest jednym z nielicznych polskich filmów zrealizowanych w konwencji thrillera science fiction, a pierwszą tego typu produkcją niezależną. W filmie pojawia się napis Arche 2, ponieważ jest to kontynuacja niezrealizowanego ze względu na brak funduszy scenariusza, dziejącego się w średniowieczu. Twórcy planowali powrót do tego zamysłu w formie prequelu.
Autorami filmu była grupa niezależnych twórców z Wrocławia - Artur M. Nicpoń, Marcin Malewski i Grzegorz Auguścik, którzy pierwotnie planowali stworzyć krótką etiudę filmową. Wraz z pozytywnym odbiorem pojawiło się coraz więcej chętnych, więc powstał plan stworzenia filmu a samym projektem zainteresowało się parę znanych osób jak aktor Robert Gonera czy polityk-scenarzysta Grzegorz Braun. O produkcji głośno stało się także za sprawą mediów głównego nurtu dzięki reportażom w największych stacjach telewizyjnych, radiowych, prasie i na stronach internetowych. Arche zostało objęte patronatem m.in. magazynu literackiego Srebrny Glob czy dwutygodnika Najwyższy Czas!. Ostatecznie film ukazał się 20 marca 2003 roku w formacie DVD dystrybuowanym przez Kino Świat.
Tytułowe pojęcie „Arche” to źródło świata i życia. Dla wierzących w Boga może to być Bóg. Bohaterami filmu są ludzie, którzy przemieszczają się po światach równoległych, a tam walczą z potworami. Podróże te umożliwiło im tajemnicze znalezisko odkryte w starym kościele.

## Obsada
- Robert Gonera – Robert „Goni”
- Andrzej Olejnik – Andrzej
- Ilona Wrońska – Ilona
- Mariusz Drężek – „Drągal”
- Bogusława Barzycka – Bogusia
- Marian Czerski – mnich
- Robert Ples –
  - ksiądz w Watykanie,
  - robotnik
- Dorota Polańska – dziewczyna Andrzeja
- Maciej Sosnowski – robotnik
- Cezary Roszczyk –
  - Poszukiwacz skarbów,
  - mnich w lesie,
  - mnich w klasztorze
- Łukasz Malewsk – robotnik
- Łukasz Andrzejak – robotnik
- Artur Nicpoń – sprzedawca
- Krzysztof Bednarczyk – Bandyta
- Mariusz Boncalski – Bandyta
- Arkadiusz Nicpoń – klient